# EmsAuenWeg

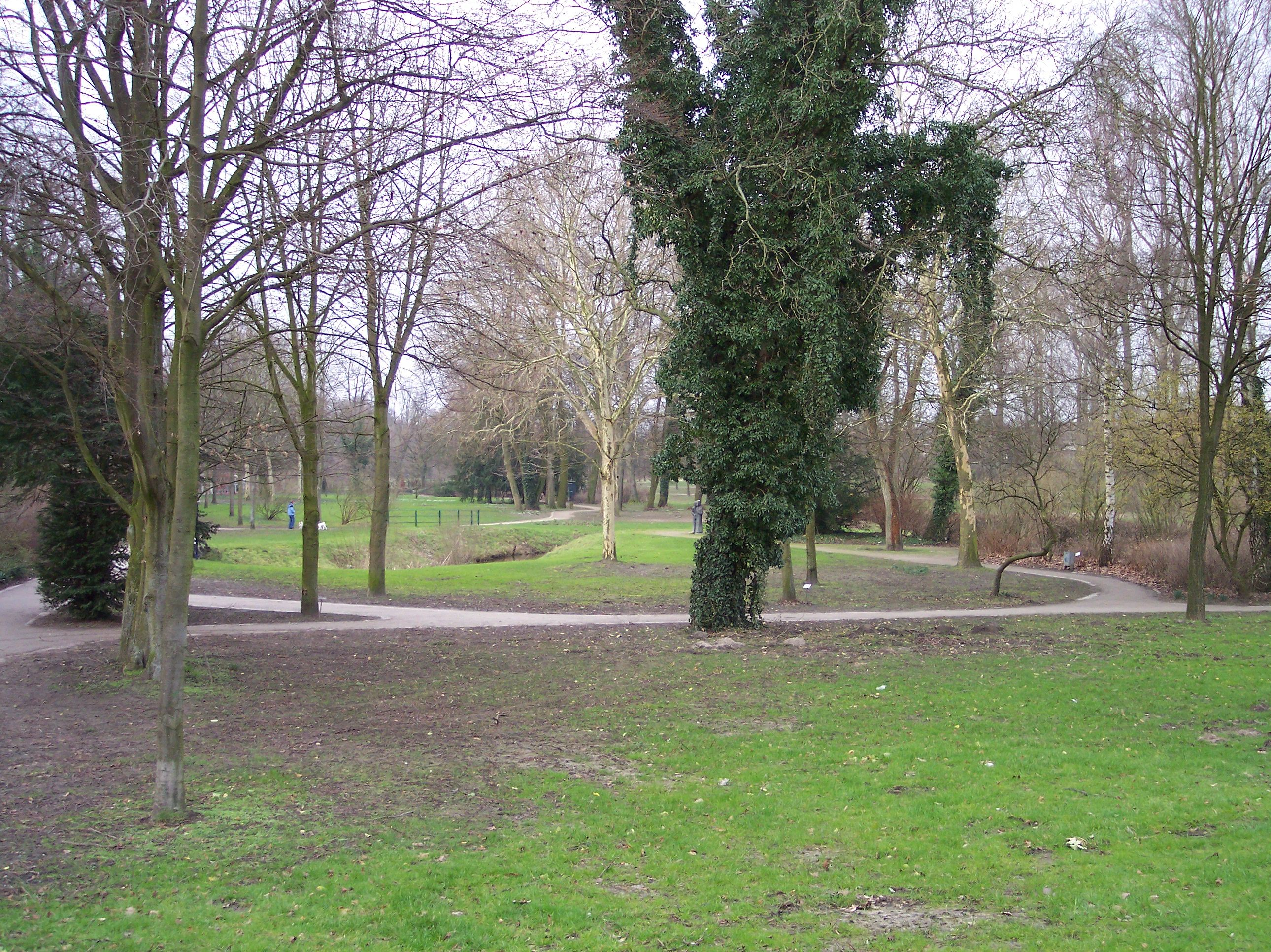
Teil des EmsAuenWeges: Die Emsaue in Telgte

Der früher EmsAuenWeg (auch Emsauenweg) genannte Teil des Emsradweges wird heute offiziell als EmsRadweg – Teilabschnitt Münsterland bezeichnet. Er war ein 115 km langer eigenständiger Radwanderweg im Münsterland.
Er wurde 2004 eröffnet und führt entlang der mittleren Ems über Warendorf, Telgte, an Münster vorbei, durch Greven, Saerbeck, Emsdetten nach Rheine. 2005 wurde der Weg als Radroute des Jahres in Nordrhein-Westfalen ausgezeichnet. Die Natur entlang der einmaligen Emsauen sowie die perfekte Beschilderung machen den Radweg zu einem der beliebtesten im Münsterland.
Unterwegs werden Informationen über vier Themenbereiche vermittelt:
- Landschaftsentstehung und Landschaftsgeschichte
- Kulturgeschichte
- Natur- und Kulturlandschaft
- Projekte der Regionale 2004 links und rechts der Ems

Der Weg führt parallel zu Eisenbahnstrecken und berührt die Bahnhöfe Warendorf, Telgte, Greven, Emsdetten und Rheine.
Seit 2007 lässt sich der Radweg mit dem Werseradweg zu einem Rundkurs verbinden.